# (27952) Atapuerca
(27952) Atapuerca es un asteroide del cinturón principal descubierto el 11 de agosto de 1997 por los astrónomos Ángel López Jiménez y Rafael Pacheco desde el Observatorio Astronómico de Mallorca (OAM), en Costich, España. Fue nombrado así por la sierra de Atapuerca, donde se encuentra un importante yacimiento de fósiles de homínidos, los más antiguos de Europa.